# Lăng Vĩnh Thái
Lăng Vĩnh Thái là nơi an nghỉ của bà Hiếu Vũ Hoàng hậu Trương Thị Dung (1712-1736), chánh phi của Võ vương Nguyễn Phúc Khoát, mẹ của Nguyễn Phúc Luân, bà nội vua Gia Long. Lăng nằm trong quần thể lăng Đồng Khánh, tọa lạc tại gần đồi Vọng Cảnh, nằm trên đường Đoàn Nhữ Hải, phường Thủy Xuân, quận Thuận Hóa, thành phố Huế.

## Lịch sử
Năm Bính Thìn (1736), ngày 6 tháng 10 (âm lịch), cung tần Trương Thị Dung mất khi mới 25 tuổi, được truy tặng làm Tu nghi Phu nhân, sau tấn tặng làm Ôn Thành Thái phi. Năm Gia Long thứ 5 (1806), vua truy tôn cho bà làm Ôn Thành Huy Ý Trang Từ Dục Thánh Hiếu Vũ Hoàng hậu. 
Lăng mộ bà bị quật phá dưới thời Tây Sơn và làm lại dưới thời vua Gia Long, gọi là lăng Vĩnh Thái (nay thuộc phường Thủy Xuân, Huế). Bài vị của bà được phối thờ với Thế Tông Nguyễn Phúc Khoát tại Thái Miếu, ở án thứ tư bên trái.
Ngày 4 tháng 3 năm 1990, lăng mộ của bà bị kẻ gian đào trộm.